# Sillemia clavifemur
Sillemia clavifemur är en spindelart som beskrevs av Eduard Reimoser 1935. Sillemia clavifemur ingår i släktet Sillemia och familjen plattbuksspindlar. Inga underarter finns listade i Catalogue of Life.